# Каве (кузнец)
Каве́ (перс. کاوه‎,  тадж. Кова курд. Kawayê Hesinkar, тал. Osonaкард Кава/Осонакард Кава) — в иранской мифологии герой-кузнец, поднявший восстание против тирана, узурпатора иранского престола Заххака.

## Легенда
По древней легенде, не вошедшей в «Авесту», но приведённой в «Шахнаме» Абулькасима Фирдоуси, Каве возглавил восстание иранцев против иноземного узурпатора Заххака.
Согласно «Шахнаме», из восемнадцати сыновей Каве головы семнадцати были отданы на съедение чудовищным змеям, растущим из плеч Заххака. Когда пришёл черед последнего сына, вскипевший гневом кузнец ворвался во дворец правителя, чтобы добиться правосудия. Заххак, опасавшийся возвращения Фаридуна, законного наследника царей из рода Пешдадидов (первой династии мифических царей Ирана), только что составил хвалебную грамоту о своей справедливости, которую надлежало подписать придворным. Поэтому он демонстративно выслушал прошение Каве, внял словам кузнеца и приказал вернуть его сына, а также предложил и ему подписать грамоту. Однако её лживый текст, напротив, возмутил Каве, и он разорвал её в клочья, после чего выбежал с сыном из дворца Заххака.
Каве, призвав народ восстать за справедливость, прикрепил свой кожаный кузнечный фартук к древку копья и под таким знаменем привел повстанцев к Фаридуну. Фаридун счел знамя Каве знамением блага, украсил полотнище золотой четырёхлучевой звездой, драгоценными камнями и лентами красного, жёлтого и фиолетового цветов и назвал «Дирафши Кавияни». Четырёхлучевая звезда дала стягу Фаридуна другое название — «Ахтари Кавиян» (Кавиева звезда).

## Знамя Каве как символ

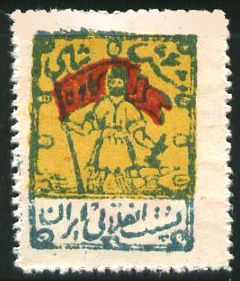
Марка Гилянской республики с изображением кузнеца Каве, 1920 г.

«Дирафши Кавияни» стал знаменем Кайянидов — второй династии мифических царей Ирана, а впоследствии — государственным флагом Ирана при династиях Аршакидов (250 до н. э. — 224 год) и Сасанидов (224 год — 651 год).
«Дирафши Кавияни» изображён в центре штандарта Президента Республики Таджикистан как символ долговечности и исторической преемственности национальной государственности таджикского народа.